# João Cabeçadas
João Cabeçadas (Setúbal, 4 de fevereiro de 1961) é o mais internacional dos navegadores portugueses atuais, com 16 travessias do Atlântico, 3 do Índico, e 2 do Pacífico no seu palmarés.
O pai, Henrique Cabeçadas, era proprietário de um veleiro de auto-construção onde o jovem João teve, em tenra idade, o seu batismo na vela e no mar.
A passagem para a vela no Clube Naval Setubalense foi uma transição natural, e seria aí que entraria em contacto com a competição, sobretudo em Vaurien, Snipe e 470.
Entre 1979 e 1982 frequenta a Escola Náutica, onde complementa a sua formação náutica, e obtém a certificação de oficial piloto da marinha mercante.
Mas seria no ano seguinte que teve a sua primeira experiência de competição em alto mar, numa regata entre Lisboa e os Açores e volta.
Em 1985, a bordo do Bigamist, participa na Admiral’s Cup.
Nos anos seguintes começa a entrar no circuito da alta competição, do qual se torna membro de pleno direito em 1989, quando integra a tripulação do Esprit de Liberté na Whitbread de 1989. Nove meses no mar, que representaram a passagem para a profissionalização, que a vitória do Esprit de Liberté na sua classe consagra como navegador. Depois desta participará em mais duas edições da regata.
Após vários anos no mar, integra a equipa de terra da Alinghi, vencedora da 31ª e 32ª edições da America's Cup.

## Condecorações
- 2003: Medalha de Mérito Desportivo da Cidade de Cascais
- 1998: Golfinho Azul
- 1991: Medalha Vasco da Gama
- 1991: Medalha de Mérito Desportivo da Cidade de Setúbal
- 1991: Reconhecimento pela Associação para o Desenvolvimento da Escola Náutica Infante D. Henrique
- Comodoro do Club Naval Setubalense desde 2003